# Quenijština
Quenya (nebo taky quenijština) neboli Vznešená elfština (čtěte kwenja, kwenyjština) (quenijsky ) je uměle vytvořený jazyk z knih J. R. R. Tolkiena Pán prstenů, Hobit a dalších - rodná řeč Vznešených elfů z rodů Vanyar a Noldor. Název „Quenya“ v quenijštině znamená „řeč“.
V rámci Tolkienovy mytologie se quenijština píše pomocí Fëanorových tengwar, standardně se přepisuje latinkou (viz níže).
Mezi delší publikované Tolkienovy texty v quenijštině patří Galadrielina báseň Namárie a Aragornova korunovační deklarace v Pánu prstenů a Cirionova přísaha Eorlovi v Nedokončených příbězích.

## Fiktivní historie
Quenya má svůj původ ve společném prajazyku všech Eldar, praeldarštině. V době, kdy tři klany Eldar přišly na pozvání Valar ze Středozemě do Valinoru, se již praeldarština rozrůznila na jazyk klanu Teleri - quenijštině blízkou telerijštinu, a na Quenijštinu, jazyk Vanyar a Noldor, rozlišený dále na velmi blízká nářečí těchto dvou kmenů. Jazyk té části Teleri, kteří nakonec zůstali ve Středozemi a stali se Šedými elfy Beleriandu - Sindar, se během odloučení velmi změnil a vyvinul se v sindarštinu.
Quenijštinu přinesli do Středozemě zpět na počátku prvního věku Středozemě Noldor, kteří odešli z Valinoru do vyhnanství, aby na Morgothovi vybojovali zpět tři Fëanorovy Silmarily. Král beleriandských Sindar však její používání ve své říši zakázal, kvůli zločinům, které Noldor spáchali na telerijských příbuzných Sindar ve Valinoru při zabíjení rodných. Noldor proto převzali pro běžnou komunikaci sindarštinu a Quenya se stala jazykem písemných záznamů, básní a ceremonií.
Od Noldor se quenijštině i sindarštině naučili též lidé z Tří domů Edain, kteří po Morgothově porážce na konci prvního věku dostali od Valar darem ostrovní říši Númenor. I zde se Quenya stala ceremoniálním jazykem, a ačkoliv se jí běžně nehovořilo, používala se často pro jména.
Toto postavení quenijštiny se nezměnilo ani ve třetím věku, kdy se její znalost udržovala jednak v místech noldorského osídlení (Šedé přístavy, Roklinka, Lothlórien) a jednak mezi potomky Númenorejců Dúnadany.

## Reálná historie
První verzi fiktivního jazyka, který se později začal nazývat „Quenya“, Tolkien vytvořil zřejmě v roce 1915, pod vlivem okouzlení finštinou. Tento jazyk se nazýval „Qenya“ (ačkoliv výslovnost byla tatáž), a byl spojen s první verzí jeho mytologie, která se později měla stát Silmarillionem. Od té doby až do své smrti v r. 1973 Tolkien na jazyku nikdy nepřestal pracovat, a během této doby doznal jazyk podstatných změn nejen co do slovní zásoby a gramatiky, ale částečně i co do fonologie a velmi výrazně co do své „interní“, fiktivní historie a z ní vyplývajícího vztahu k ostatním jazykům Středozemě. O tomto vývoji svědčí obrovské množství doposud ve značné části nepublikované Tolkienovy písemné pozůstalosti, týkající se jeho fiktivních jazyků. Jako „Quenya“ se dnes označuje verze jazyka, která se objevuje v Pánu prstenů, případně mladší.

### Ukázka „externího“ vývoje quenijštiny
Dvě verze básně Markirya, jednoho z nejdelších Tolkienových textů v jazyku Quenya/Qenya. První verze pochází pravděpodobně ze začátku 30. let, druhá verze je vlastně jejím „překladem“ do aktuální podoby quenijštiny, který Tolkien pořídil zřejmě v polovině 60. let, v posledním desetiletí svého života. Ve třetím sloupci se nalézá český překlad druhé verze, pořízený s ohledem na Tolkienův vlastní překlad do angličtiny.
| OILIMA MARKIRYA | MARCIRYA | (POSLEDNÍ) ARCHA |
| Man kiluva kirya ninqe oilima ailinello lute, níve qímari ringa ambar ve maiwin qaine?                                                           | Men cenuva fánë cirya métima hrestallo círa, i fairi nécë ringa súmaryassë ve maiwi yaimië?                                                                     | Kdo uvidí bílou loď jak poslední břeh opouští bledé přízraky v jejích chladných útrobách jak racky kvílící?                                                                      |
| Man tiruva kirya ninqe valkane wilwarindon lúnelinqe vear tinwelindon talalínen, vea falastane, falma pustane, rámali tine kalma histane?        | Men tiruva fána cirya, wilwarin wilwa, ëar-celumessen rámainen elvië ëar falastala, winga hlápula rámar sisílala, cálë fifírula?                                | Kdo si všimne bílé lodi, prchavého motýla, v mořských proudech na křídlech jako na hvězdách, když moře vře, pěna stříká, křídla se třpytí a světla ubývá?                        |
| Man tenuva súru laustane taurelasselindon, ondoli losse karkane silda-ránar, minga-ránar, lanta-ránar, ve kaivo-kalma; húro ulmula, mandu túma?  | Men hlaruva rávëa súrë ve tauri lillassië, ninqui carcar yarra isilmë ilcalassë, isilmë pícalassë, isilmë lantalassë ve loicolícuma; raumo nurrua, undumë rúma? | Kdo uslyší vichr hučící, jako mnoholisté lesy; bílé zuby skal se šklebí v měsíčním světle, které září, které hasne, které padá jak umrlčí svíce; a bouře mumlá, hlubina se hýbe? |
| Man kiluva lómi sangane, telume lungane tollalinta ruste, vea qalume, mandu yáme, aira móre ala tinwi lante no lanta-mindon?                     | Men cenuva lumbor ahosta Menel acúna ruxal' ambonnar, ëar amortala, undumë hácala, enwina lúmë elenillor pella talta-taltala atalantië mindonnar?               | Kdo spatří, jak se kupí oblaka a nebesa se naklánějí k drolícím se hřbetům; jak se moře zdvihá, hlubina zeje, pravěká temnota zpoza hvězd padá a padá na zhroucené věže?         |
| Man tiruva rusta kirya laiqa ondolissen nu karne vaiya, úri nienaite híse píke assari silde óresse oilima? Hui oilima man kiluva, hui oilimaite? | Men tiruva rácina cirya ondolissë mornë nu fanyarë rúcina, anar púrëa tihta axor ilcalannar métim' auressë? Men cenuva métim' andúnë?                           | Kdo si všimne lodi rozbité na černých skalách pod zmatenou oblohou, když bezbarvé slunce mžourá na svítící kosti za posledního rozbřesku? Kdo spatří poslední soumrak?           |

Poznámka: Pravopis druhé verze byl standardizován: „c“ místo „k“ a „ë“ místo „e“ na konci slov.

### Problematika „definitivní quenijštiny“
Z uvedeného je patrné, že Tolkien nikdy nevytvořil definitivní verzi quenijštiny. Je proto nemožné popisovat quenijštinu jako jediný koherentní jazyk: dokonce Tolkienovy texty časově si velmi blízké vykazují rozdíly v uplatňovaných gramatických pravidlech, neboť Tolkien často psal texty ve svém fiktivním jazyce čistě za účelem „experimentu“, vyzkoušení nějakého bezprostředního nápadu ohledně nějakého gramatického jevu nebo etymologie nějakého slova apod. V současné době probíhá zároveň proces analýzy a postupného publikování Tolkienovy lingvistické pozůstalosti týmem editorů ustanovených Tolkienovým synem Christopherem, a souběžné pokusy na základě publikovaných textů a takto postupného doplňovaného materiálu vytvořit jakýsi víceméně umělý standard lexika a gramatiky quenijštiny; Tento standard je založený na formě jazyka, v níž se jazyk objevuje v Pánovi prstenů, přičemž velká část slovní zásoby se čerpá z Tolkienova díla „Etymologies“, vydaného v řadě The History of Middle Earth, sv. 5, které zachycuje poněkud ranější verzi jazyka. Cílem je umožnit praktické použití jazyka; podle mínění některých významných tolkienovských lingvistů by se však takto vzniklý útvar neměl označovat jako Quenya, nýbrž jako Neo-Quenya. Základním pravidlem komunity uživatelů quenijštiny je ve všech písemných textech důsledně označovat extrapolovaná a v Tolkienových textech neatestovaná slova, gramatické tvary a významy (standardní způsob je použití hvězdičky: *hantanyel).
Následující popis quenijštiny je proto nutně neadekvátní. Popis se v zásadě opírá o podobu jazyka v Pánu Prstenů, je však třeba mít na mysli, že jde o velmi zjednodušující přehled, který ignoruje často velmi spletitou problematiku spojenou takřka s každým gramatickým jevem quenijštiny a zejména fakt neustálého vývoje jazyka v Tolkienových představách. Takřka ke každému uvedenému tvrzení lze nalézt nějakou výjimku. Za spolehlivé lze pokládat především materiály pocházející od autorů, kterými jsou Carl F. Hostetter, Bill Welden, Patrick Wynnem, Christopher Gilson, Helge Fauskanger, Ryszard Derdzinski, Edouard Kloczko a David Kiltz.

## Fonologie
Pro quenijštinu jsou typická velmi restriktivní fonologická pravidla stanovující, jaké hlásky a jejich kombinace se mohou vyskytnout; tato pravidla mají za důsledek vysokou míru „libozvučnosti“ jazyka. Fonologie quenijštiny byla inspirována zřejmě nejvíce finštinou, dále pak italštinou a latinou; výslovnost quenijštiny by tak Čechovi neměla činit problémy, neboť až na několik hlásek jsou quenijské zvuky shodné s obdobnými českými.
V následujícím přehledu jsou hlásky uvedené hlásky podle standardní Tolkienovy transkripce. Výslovnost je jako v češtině, pokud není uvedeno jinak.

### Samohlásky
Quenya má, podobně jako čeština, 5 samohlásek:
a, e, i, o, u
Tyto samohlásky mohou být buď krátké, nebo dlouhé; přičemž dlouhé é a ó jsou ve výslovnosti zavřenější než jejich krátké protějšky. Tolkien uvádí, že ve výslovnosti těch mluvčích, jejichž rodným jazykem byla Obecná řeč, měly tyto dlouhé samohlásky sklon k diftongizaci: ei a ou. Tato výslovnost byla ovšem považována za chybnou. Délka se v latinském přepisu vyznačuje čárkou, jako v češtině. Zdaleka nejčastější samohláskou je a.

### Dvojhlásky
V quenijštině se vyskytuje 6 dvojhlásek:
ai, oi, ui
au, eu, iu
Všechny dvojhlásky byly v původní quenijštině klesavé - přízvuk je na první složce. Ve Třetím věku se iu začalo vyslovovat stoupavě, jako ju. Ostatní kombinace samohlásek jsou, pokud se vyskytují, dvojslabičné. Více než dvě samohlásky za sebou se nevyskytují, zřídkakdy samohláska a dvojhláska.

### Typické dvojslabičné samohláskové kombinace
ëa, ëo, ië, io
(Dieresis (dvě tečky) nad e slouží pouze pro upozornění na
dvojslabičnou výslovnost, zejména pro anglického čtenáře.)

### Souhlásky
V quenijštině se samostatně vyskytují následující souhlásky:
t, p, k/c,
n, m, ñ,
l, hl, r, hr,
y, w, h, hy, hw,
th, f, v, s
Poznámky k výslovnosti aj.:
- pro zápis hlásky k se používá většinou písmeno c, v některých slovech tradičně k (Tolkien sám nebyl konzistentní). Psané c se vyslovuje vždy k.
- ñ znamená zadopatrovou nosovku (jako n ve slově „banka“). Ve třetím věku se vyslovovalo jako běžné n, ale rozdíl se zachovával v pravopise v tengwar.
- hl a hr označují neznělé l a r (vyslovit jakoby šeptem). Vyskytují se pouze na začátku slova.
- y označuje hlásku j, w anglické obouretné w jako ve slově window. Výslovnost w je třeba odlišit od v.
- hy snad pochází z h+j, ale vyslovuje se již jako jedna hláska, asi jako ch v německém ich (tzv. ich-laut). Je to něco mezi ch a š (jako š hlásku nesprávně vyslovovali mluvčí Obecné řeči).
- hw snad původně bylo h+w, ovšem již se vyslovuje jako jedna hláska, a sice neznělé w jako v původní (a nyní severoanglické) výslovnosti slov jako when, which apod. (hw se má k w stejně jako f se má k v).
- th označuje neznělé anglické th jako ve slově thick, jemně vyslovené. Tato hláska byla ještě před odchodem Noldor do exilu nahrazena s, avšak v pravopise se v tengwar zachovávají různá písmena. Ve standardním přepisu se píše většinou s.
- f se vyslovuje labio-dentálně (škvíra mezi horními zuby a dolním rtem, ne mezi oběma rty), aby se odlišilo od hw.
- v je třeba ve výslovnosti odlišit od w.
- Jiné souhlásky se samostatně nevyskytují; d, b a g se vyskytují pouze ve shlucích společně s jinými souhláskami.

### Souhláskové semi-shluky
„Souhláskovými semi-shluky“ nazýváme shluky, jejichž druhým elementem je y nebo w. Důvodem tohoto označení je fakt, že sdílejí některé fonologické charakteristiky s pravými dvoj-souhláskovými shluky, a některé charakteristiky s unitárními souhláskami:

Jako unitární souhlásky:
- smějí stát na začátku slova
- smí je (za jistých okolností) předcházet dlouhá samohláska
- smí je předcházet dvojhláska

Jako shluky:
- činí slabiku dlouhou pro účely přízvuku
- nesmějí stát na konci slova

Mezi odborníky nepanuje jednotný názor na jejich výslovnost (Tolkienovy údaje nejsou jednoznačné) - v úvahu přichází spektrum od zcela unitárního zvuku až po rozlišené dvě souhlásky; je dokonce možné, ne-li pravděpodobné, že výslovnost kolísá v závislosti na různých okolnostech. Do výpisu zahrnuji výše uvedené hy a hw, protože ačkoliv podle Tolkiena jde foneticky jasně o unitární hlásky, přesto systematicky náležejí do kategorie semi-shluků; a je otázka, zda si charakter shluku nepodržují alespoň v případech, kdy tato kombinace vznikne sekundárním kontaktem (např. kmen+přípona). U každého „semi-shluku“ uvádím předpokládanou výslovnost, od té, kterou pokládám za nejpravděpodobnější, po tu nejméně pravděpodobnou.
Semi-shluky jsou typickým prvkem quenijské fonologie.
- palatalizované souhlásky

ty - tj, ťj, ť (mluvčí obecné řeči prý vyslovovali č.)
ny - nj, ňj, ň
hy - ich-laut, ich-laut+j
ry - rj
ly - lj, ľj, ľ
ky - kj, nebo viz ty (tato kombinace se vyskytuje jen v jediném známém slově Erukyermë)
- labializované souhlásky

tw tw
nw nw
ñw původně ñw, později nw
hw neznělé w, nebo snad někdy též h + (neznělé) w, nebo něco mezi tím.
rw rw
lw lw
qu kw

### Pravé souhláskové shluky
Pravé souhláskové shluky:
- nesmějí stát na začátku slova
- nesmějí (až na jedinou výjimku nt) stát na konci slova
- nesmí je předcházet dlouhá samohláska ani dvojhláska
- činí slabiku dlouhou pro účely přízvuku

pp, tt, kk, nn, mm, ll, rr, ss (výslovnost zdvojeně či dlouze!)
nt, lt, rt, st, ht (výslovnost: ich-laut + t)
nty, lty, rty, sty, hty
mp, lp,
ñk, lk, rk, sk,
ñqu, lqu, rqu, squ
mb, nd, ñg, ñgw
ts, x (=ks)
ld, rd,
mn, rn,
lm, rm,
lv, rv (lv někteří elfové vyslovují jako lb)
Pokud se ojediněle vyskytují jiné shluky, pak zejména v rámci sekundárního kontaktu, tj. jako důsledek skládání slov. Většinou však dochází pravidelně k asimilaci:
telep + nar → Telemnar
elen + sar → Elessar
tul + na → tulda

### Některá fonologická pravidla
- Na konci slova se může vyskytnout buď samohláska nebo jedna z následujících jednoduchých souhlásek:

t, n, l, r, s
- Na konci slova se nemůže vyskytnout shluk ani semi-shluk. Výjimka je nt, které se vyskytuje pouze v příponě dativu duálu (máryant „jeho rukám“).
- Shluk souhlásek může obsahovat jen dvě souhlásky (nebo souhlásku a semishluk), může se vyskytovat pouze mezi samohláskami (ne na začátku a na konci slova - výjimka „nt“ viz výše), a žádných okolností jej nepředchází dlouhá samohláska ani dvojhláska.
- Semi-shluk se může vyskytovat na začátku nebo uprostřed slova, může před ním být dlouhá samohláska (zdá se však, že pouze díky druhotnému kontaktu), pravidelně před ním může být dvojhláska.
- y a palatální (?y) semi-shluky nemůže následovat i.
- w a labiální (?w) semi-shluky nemůže následovat u.
- hr a hl se vyskytují pouze na začátku slova.
- w na začátku slova a mezi samohláskami je archaismus - bylo nahrazeno v.
- Slovní přízvuk u dvojslabičných slov je na první slabice. U troj- a víceslabičných je na předposlední slabice, pokud je dlouhá, jinak na třetí slabice od konce. Za dlouhou se považuje slabika, která obsahuje dlouhou samohlásku, dvojhlásku, shluk nebo semi-shluk. Krátká je tedy pouze slabika s krátkou samohláskou následovanou jedinou nebo žádnou unitární souhláskou.
- Pokud by měl (díky skloňování či skládání slov) padnout přízvuk na samohlásku ve třetí slabice od konce, následovanou bezprostředně další samohláskou, obvykle se samohláska ve druhé slabice prodlouží a přízvuk padne na ni:

Eldalie + va → Eldaliéva (nikoliv Eldalieva)
ale
Valinóre + va → Valinóreva
- Stane-li se slabika s dlouhou samohláskou třetí od konce slova, avšak bez přízvuku, zkracuje se:

Endóre + nna → Endorenna
- Quenya většinou netoleruje více než tři krátké slabiky za sebou - dojde-li k takové situaci, přízvučná slabika se prodlouží:

vanima + lion → vanimálion

## Gramatika

### Charakter quenijské gramatiky
Quenya stojí na pomezí jazyků aglutinujících a flektujících, ale blíže má k jazykům aglutinujícím. Rozličné syntaktické funkce vyznačuje většinou pomocí přípon, které je často možné řadit „za sebe“ podobně jako v ugrofinských jazycích; některé gramatické funkce se však vyznačují ohýbáním pomocí přípon, nebo častěji změn ve kmeni slova. Typickým znakem quenijštiny, který byl vypozorován, je zásada non-redundance, která stanoví že určitá syntaktická funkce je vyznačena pouze jednou: to např. znamená, že z dvojice substantiva určeného adjektivem přibírá pádovou příponu vždy pouze jedno z nich - nedochází tedy ke shodě v pádu (ačkoliv ke shodě v čísle ano).
Dalším charakteristickým rysem quenijštiny jsou zájmenné přípony, které slouží především místo osobních přípon k časování sloves, v jiné formě potom jako koncovky jmen místo přivlastňovacích zájmen. Zájmenné přípony mohou též vyznačovat předmět slovesa, a podle některých textů je lze kombinovat i s předložkami.
utúvie „najít“ (perf.)+ -nye „koncovka já“ + -s „koncovka to/on“ → utúvienyes „našel jsem to“
óre „srdce“ + -nya „koncovka moje“ → órenya „moje srdce“
Quenya má vůbec poměrně bohatý (a díky Tolkienovým častým změnám velmi nepřehledný) systém zájmen, rozlišující například u osobních zájmen druhé osoby formu důvěrnou a formální, či u první osoby množného čísla zájmeno „inkluzivní“ („my včetně tebe“) a „exkluzivní“ („my, ale ne ty“).
V oblasti syntaxe si lze povšimnout, že bohatství jmenných tvarů, především existence skloňovatelného gerundia, umožňuje tvorbu různých jmenných a infinitivních vazeb, nahrazujících vedlejší věty. Lze říci, že syntaxe quenijštiny má charakter podobný klasickým jazykům - latině a snad ještě více klasické řečtině, jíž se podobá např. v užívání určitého členu.

### Některé gramatické kategorie

#### Jmenné pády
1. nominativ, český 1. pád.
2. akuzativ, český 4. pád - označuje přímý předmět. Formou se odlišoval pouze v archaické formě jazyka (Valinorské Quenijštině) prodloužením konc. samohlásky. Ve Středozemi a v řeči Noldor však postupně odlišený tvar pro akuzativ zanikl a byl nahrazem tvarem nominativu.
3. genitiv, český 2. pád. (koncovka -o, plurál -(i/r)on)
4. posesiv, resp. asociativ či „adjektivní pád“ - významem se blíží přídavnému jménu odvozenému od daného podstatného jména, ale jeho užití často splývá s užitím genitivu. Pokud se posesiv chápe jako přídavné jméno, může přijmout koncovku množného čísla v závislosti na řídícím jménu (aran Ñoldoiva „král Noldor“/„noldorský král“ >> „arani Ñoldoiva“ „králové Noldor“/„noldorští králové“). Koncovka je -va či -wa.
5. dativ, český 3. pád - označuje nepřímý předmět, koncovka -(e)n, plurál -in.
6. lokativ, odpovídá na otázku „kde?“ (nebo „kdy?“), koncovka -(e)sse, plurál -(i)ssen.
7. ablativ, odpovídá na otázku „odkud?“, koncovka -(e)llo, plurál -(i)llon/-(i)llor.
8. allativ, odpovídá na otázku „kam?“, koncovka -(e)nna, plurál -(i)nnar.
9. instrumentál, český 7. pád. Označuje nástroj, kterým je cosi konáno nebo jednoduše důvod, proč se něco děje, koncovka -(e)nen, v plur. -inen.
10. respektiv (funkce pádu není známa; pouze způsob jeho tvoření; má analogický vztah k lokativu jako genitiv k ablativu a dativ k alativu), končí se na -(e)s.

Mezi pády se vyskytují tři dvojice „silnějšího“ a „slabšího“ pádu, které jsou si blízké jak významem, tak morfologickým způsobem tvoření:
- ablativ (silnější) - genitiv (slabší)
- allativ (silnější) - dativ (slabší)
- lokál (silnější) - respektiv (slabší)

Zdá se, že „slabší“ pád může někdy zastupovat svůj významový „silnější“ ekvivalent, zejména v poezii.

#### Slovesné časy
- aorist či prostý přítomný čas - Označuje děj probíhající v blíže neurčené době („nadčasové pravdy“) nebo v široce chápané současnosti (bez důrazu na přítomný okamžik). Zhruba odpovídá anglickému prostému přítomnému času.

tulin „(obvykle, apod.) přicházím“
- přítomný průběhový čas či kontinuativ - Označuje děj probíhající v právě přítomném okamžiku. Odpovídá anglickému přítomnému průběhovému času.

túlan „právě přicházím“
- perfektum - Označuje přítomný stav, který je výsledkem minulého děje. Odpovídá perfektu v klasické řečtině a zhruba anglickému předpřítomnému času (present perfect).

utúlien „přišel jsem (a jsem tady)“
- minulý čas - Označuje děj v minulosti. Odpovídá českému minulému času.

túlen / tullen (který z tvarů je „správně“ nelze jednoznačně určit - viz výše) „přišel jsem“, „přicházel jsem“
- budoucí čas - Označuje děj v budoucnosti. Odpovídá českému budoucímu času.

tuluvan - „přijdu“

#### Další slovesné tvary
- infinitiv

tulë „přijít“
- gerundium - „Skloňovatelný infinitiv“ a zároveň podstatné jméno slovesné. Odpovídá latinskému a anglickému gerundiu.

tulië „přijít“, „přicházení“
- rozšířený infinitiv - Používá se za určitých okolností místo běžného infinitivu

tulita „přijít“
- příčestí minulé/trpné - Odpovídá českému trpnému příčestí, anglickému a latinskému participiu perfekta pasiva. U nepřechodných sloves má zřejmě činný význam.

tulda „přišlý“
- příčestí přítomné/činné - Odpovídá zhruba českému přechodníku přítomnému nebo přídavnému jménu slovesnému, latinskému participiu prézentu aktiva, anglickému přídavnému jménu slovésnému na „-ing“.

túlala „přicházející“, „přicházeje“
- podstatné jméno slovesné

túlale „přicházení“, „příchod“

#### Čísla
- singulár, jednotné číslo
- plurál, množné číslo
- partitivní plurál, množné číslo části většího množství (několik labutí z labutího hejna)
- duál, přirozený pár (rukou, nohou)

## Písma
Quenya používá tengwar (zřídka také cirth) s tehtar za souhláskami s čistě fonetickým pravopisem a latinku s dvojí podobou zápisu:
- Latinský zápis, který (s drobnými variacemi) používal Tolkien.
- Fonetický zápis, odpovídající téměř zápisu v tengwar, zvaný též přepis dle Calwen - jedná se o zápis přizpůsobený Čechům, který se čte jako čeština.

## Příklady

### Číslovky
| Quenijsky | Česky |
| min       | jeden |
| atta      | dva   |
| neldë     | tři   |
| canta     | čtyři |
| lempë     | pět   |
| enquë     | šest  |
| otso      | sedm  |
| toldo     | osm   |
| nertë     | devět |
| quain     | deset |

## Vzorový text
Otče náš (modlitba Páně):
Átaremma i ëa han ëa,
na aire esselya,
Aranielya na tuluva,
na care indómelya
cemende tambe Erumande.
Ámen anta síra ilaurëa massamma,
ar ámen aspene úcaremmar
sivʼ emme aspenet tien i úcarrer emmen.
Álame tulya úsahtienna
mal áme etelehta ulcullo. Násie.

### Všeobecná deklarace lidských práv
| quenijsky | Ilye firini nar nóne lére ar imye taliesse yo auviesse. Nante arwa handasseo yo immo-isto ar mauya tien lenga imbi inte otornasseva feasse. |
| česky     | Všichni lidé se rodí svobodní a sobě rovní co do důstojnosti a práv. Jsou nadáni rozumem a svědomím a mají spolu jednat v duchu bratrství.  |